# André Ghem
André Ghem (nacido en Porto Alegre el 29 de mayo de 1982 es un tenista brasileño. 

## Carrera
Su ranking más alto a nivel individual fue el puesto N.º 118, alcanzado el 27 de julio del 2015. A nivel de dobles alcanzó el puesto N.º 88 el 25 de junio de 2007.
Ha ganado hasta el momento 9 títulos de la categoría ATP Challenger Series, uno de ellos en individuales y los ocho restantes en la modalidad de dobles.

### 2006
El año 2006 fue el más exitoso de su carrera en cuanto a títulos logrados, alcanzando 6 títulos de la categoría ATP Challenger Series. Uno de ellos fue en individuales cuando ganó el challenger disputado en la ciudad brasilera de Joinville. Los otros cinco fueron en la modalidad de dobles y fueron los siguientes torneos, Challenger de México junto al canadiense Duclos como pareja, el Challenger de Joinville junto a Alexandre Simoni derrotando a los brasileros Marcelo Melo y André Sá por 6-4 5-7 10-8 en la final. En el mes de octubre el Challenger de Medellín en Colombia junto a su compatriota Marcelo Melo derrotando a los rioplantenses Pablo Cuevas y Horacio Zeballos. Finalmente en noviembre cayeron dos títulos consecutivos, el Challenger de Buenos Aires junto a Flávio Saretta y el Challenger de Asunción en Paraguay junto a Tomas Behrend como pareja.

## Títulos; 9 (1 + 8)
| Leyenda                     | Individuales | Dobles |
| --------------------------- | ------------ | ------ |
| Grand Slam                  | 0            | 0      |
| ATP World Tour Finals       | 0            | 0      |
| ATP World Tour Másters 1000 | 0            | 0      |
| ATP World Tour 500 Series   | 0            | 0      |
| ATP World Tour 250 Series   | 0            | 0      |
| ATP Challenger Series       | 1            | 8      |

### Individuales
| N.º | Fecha      | Torneo                  | Superficie    | Oponente en la final | Resultado |
| --- | ---------- | ----------------------- | ------------- | -------------------- | --------- |
| 1.  | 07.08.2006 | Challenger de Joinville | Tierra batida | Bruno Echagaray      | 6-1 6-4   |

### Dobles
| No. | Fecha      | Torneo                     | Superficie | Pareja            | Rival en la final                       | Resultado        |
| --- | ---------- | -------------------------- | ---------- | ----------------- | --------------------------------------- | ---------------- |
| 1.  | 24.03.2006 | Challenger de México       | Dura       | Pierre Duclos     | Rik de Voest Glenn Weiner               | 6-4 0-6 10-3     |
| 2.  | 07.08.2006 | Challenger de Joinville    | Tierra     | Alexandre Simoni  | Marcelo Melo André Sá                   | 6-4 5-7 10-8     |
| 3.  | 09.10.2006 | Challenger de Medellín     | Tierra     | Marcelo Melo      | Pablo Cuevas Horacio Zeballos           | w/o              |
| 4.  | 06.11.2006 | Challenger de Buenos Aires | Tierra     | Flávio Saretta    | Tomas Behrend Marcel Granollers Pujol   | 6-1 6-4          |
| 5.  | 13.11.2006 | Challenger de Asunción     | Tierra     | Tomas Behrend     | Carlos Berlocq Martín Vassallo Argüello | 3-6 6-3 10-3     |
| 6.  | 14.05.2007 | Challenger de Zagreb       | Tierra     | Tomas Behrend     | James Auckland Jamie Delgado            | 6-2, 6-1         |
| 7.  | 04.06.2007 | Challenger de Furth        | Tierra     | Bruno Echagaray   | Fabio Fognini Frederico Gil             | 7-61, 4-6, 13-11 |
| 8.  | 22.07.2012 | Challenger de Bercuit      | Tierra     | Marco Trungelliti | Facundo Bagnis Pablo Galdón             | 6-1, 6-2         |